# Nanos vadoni
Nanos vadoni là một loài bọ cánh cứng trong họ Bọ hung (Scarabaeidae).